# チェーカー
チェーカーまたはチェカー（ロシア語: Чека́; IPA: [tɕɪˈka]、ラテン文字表記:Cheka）は、ソビエト・ロシア初期の秘密警察組織である反革命・サボタージュ取締全ロシア非常委員会（Всероссийская чрезвычайная комиссия по борьбе с контрреволюцией и саботажем）、ラテン文字表記:Vserossiyskaya chrezvychaynaya komissiya po bor'be s kontrrevolyutsiyey i sabotazhem、略称VChK（ヴェチェカー）（ロシア語: ВЧК; IPA: [vɛ tɕe ˈka]）の通称である。正式名称は、日本語では反革命、サボタージュおよび投機取締り全ロシア非常委員会、反革命･サボタージュ取締り全ロシア非常委員会、反革命サボタージュと闘う全ロシア非常委員会、反革命とサボタージュとの闘争のための非常委員会とも翻訳される。
ウラジーミル・レーニンによって十月革命直後の1917年12月20日に人民委員会議直属の機関として設立された。レーニン政権時代には赤色テロルの実行を担当した。KGBの前身にあたるソビエトの最初の政治警察である。

## 歴史

### 設立
1917年の十月革命翌日以降、官僚によるゼネラル・ストライキが拡大した。これにボリシェヴィキは恐怖し、ストライキの拡大を食い止める必要に迫られた。12月に入ると、権力の混乱防止のためボリシェヴィキは十月革命前夜に設立した軍事革命委員会の解体を決めた。いかにこの危機を乗り切るかが焦点となった。
レーニンはフランス革命時の革命裁判所検事であるアントワーヌ・フーキエ＝タンヴィルのような人物が必要だと感じていた。12月2日に軍事革命委員会のトップだったフェリックス・ジェルジンスキーを「断固たるプロレタリア的ジャコバン」に指名し、12月6日に彼に反ゼネストのための特別委員会の設立を任せた。レーニンは｢サボタージュと反革命と闘うための『例外的な手段』｣を取るよう文書で指示した。
1917年12月7日、「革命的裁き」の執行を任務とする反革命・投機・怠業と戦うための非常委員会(チェカー）をレーニンは秘密布告によって創設した。レーニンは「党の剣と盾」とよび、徽章もその意匠となった。チェカーは公式には、皇帝や富裕層のワインセラー荒らしと戦う別の委員会と協力して活動するとされた。「ワインセラー、蒸留酒貯蔵庫、倉庫、商店、個人の住宅に押し入ろうとする企ては、警告なく機関銃火で粉砕される」。しかし、「ロシア全土にわたり反革命と怠業に関するあらゆる企てと行為を、捜査し、一掃する」ことが任務だった。
12月20日、ジェルジンスキーは特別委員会設立の草案を人民委員会議に提出し承認を受けた。内容は当初非公開だったが、1922年2月10日になってメンバーの1人マルティン・ラーツィス（Martin Latsis）が政府機関紙『イズベスチヤ』で公開した。その内容は以下の通りである。
同委員会を反革命・サボタージュ取締全ロシア非常委員会と命名し、ここにそれを承認する。委員会の任務は：
1. 誰が引き起こそうとも、全ロシアのすべての反革命運動とサボタージュの企てと行動を監視し、これを撲滅すること。
2. 全てのサボタージュ分子と反革命分子を革命裁判にかけ、またその撲滅対策を作成すること。
3. 委員会は犯罪阻止に必要な限りの予備審理のみを行う。委員会は以下の三部に分かれる：
  1. 情報部
  2. 組織部（全ロシアの反革命分子撲滅闘争の組織のため）と支局
  3. 取締部

委員会は明日正式に発足する。それまでは軍事革命委員会清算委員会が活動する。委員会は印刷物、サボタージュその他、右翼エスエル、サボタージュ参加者、ストライキ参加者に注意する。必要措置として、押収、強制立ち退き、食糧配給券の支給停止、人民の敵リストの公表などが講じられる。
全露非常委員会参与会の議長とメンバーは、人民委員会議により任命される。
ジェルジンスキーは、レーニンとは革命の敵に対するテロルが必要であることについて意見が一致した。ジェルジンスキーは自分の任務は、「革命のあらゆる敵に対して無慈悲な戦争を戦うことだ。我々は最も危険かつ残忍なその前線へ、革命の防衛のために何でもする覚悟のある断固として勤勉、かつ献身的な同志」を必要とし、目下は「生か死かの戦争」であると確信していた。チェカーの事務所の壁には「ブルジョワジーに死を」と書かれたポスターを貼った。当初チェカーの人員は40人、三ヶ月で600人近くになった。これには1918年春までに300人を数えた青色制服の専属治安部隊は含まない。チェカーは当初の布告では「予防目的で必要な範囲で、予備的捜査のみを実行するとされていたが、まもなく、この権限をこえ、捜査から処刑へと飛躍していった。容易にこのようなことができたのは、レーニンの庇護があったためで、その権限については事実上だれも知らず、「国家のなかの国家」になった。
チェカーの機能と権限は1920年代になるまで公表されず、極秘の手続きにしたがって、法の枠外で活動した。ソビエトも人民委員会議も監督権限をもたず、チェカーはレーニンにだけ責任を負った。指導層内部からチェカーに懸念がでると、レーニンはチェカーなしに政権は維持できないと擁護した。レーニンはチェカーが自分にだけ報告義務を負うように仕向け、彼の後継者もそれにならった。レーニンはジェルジンスキーに「チェカーがプロレタリアート独裁を現実にした」と述べた。

### 赤色テロル

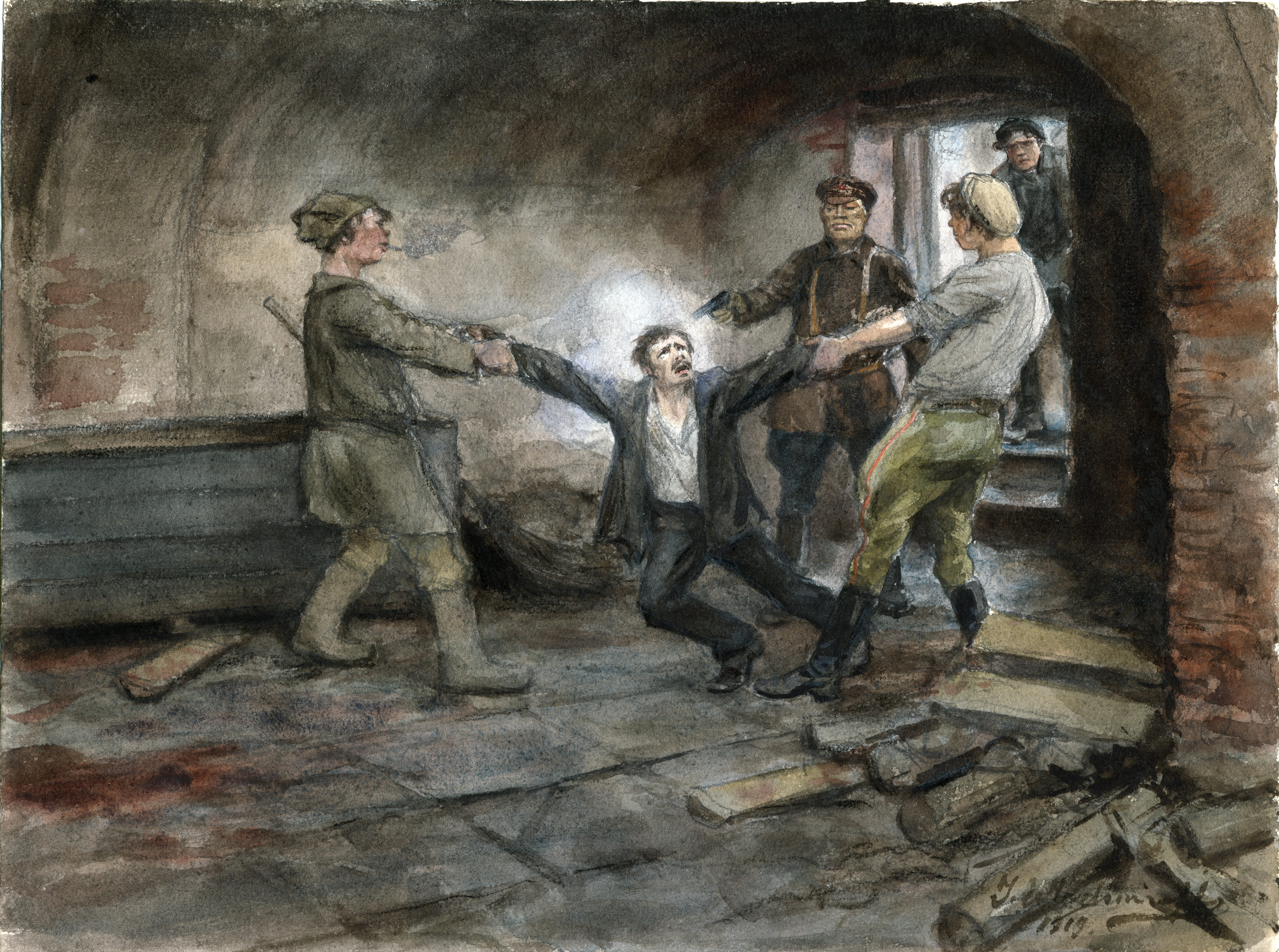
「チェーカーの地下室」Ivan Vladimirov作。

十月革命後、反ボリシェヴィキの西側諸国の干渉によるロシア内戦が勃発すると、チェーカーはレーニンにより、裁判所の決定なしに、即座に容疑者の逮捕、投獄、処刑などを行う権限を与えられた。これがのちの粛清の引き金となる。1918年2月、ドイツ軍に攻撃されると、即決裁判による処刑が合法化された。
当初チェーカーは組織的体系も整っておらず人数も100人足らずの少数であったが、次第に組織も整備され人員も増やされてゆく。1918年4月11日から12日の深夜にかけてチェーカーはモスクワのアナーキストが立てこもる20軒の住居を襲撃し520人を拘束、25人を処刑した。これがチェーカーによる最初の組織的かつ計画的な行動とされている。
レーニンは1918年6月に一時期廃止された死刑を復活させた。
1918年7月17日のロシア皇帝ニコライ2世らロマノフ家の処刑はレーニンが指示したが、これは赤色テロの先駆けとなった。ロマノフ家の処刑にはヤコフ・ユロフスキーら3人のチェキストが関与していたとされ、亡命できた者を除いてミハイル大公ら皇帝の親族や従者に至るまで全員が惨殺された。ここにおいて、テロルの対象が特定の個人の行為ではなく、個人の属する「階級」となった。これは、1917-18年の革命初期に散発的に発生していたテロルとは性格の異なるものであった。
1918年7月、社会革命党(SR、エス・エル党）の蜂起がおき、8月にはチェーカーのウリツキーが暗殺され、レーニンへの暗殺未遂もおこると、9月5日、レーニンは赤色テロルを宣言し、多数が処刑されていった。
チェーカーは1918年夏の農民反乱の鎮圧でも活躍した。
1919年5月15日、労農国防会議の決定により、チェキストには赤軍兵士に準じて最上級の食糧配給券が支給されることとなった。粛清に反対していた左翼エスエル出身の司法人民委員イサーク・シテインベルク（Isaac Steinberg）はチェーカーを自身の監督下に置くよう要求したが、ジェルジンスキーはチェーカーの威信に傷がつくとして拒否し、チェーカーはあくまで党の監督下にあると主張した。

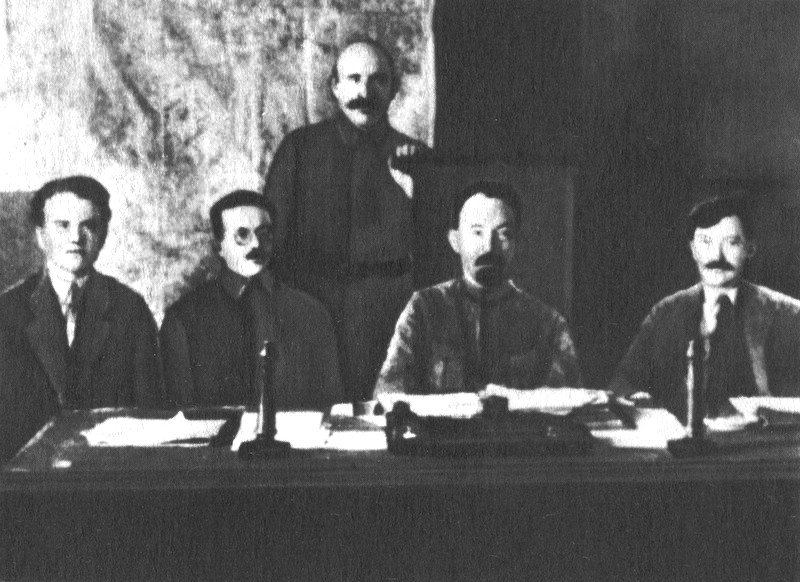
チェーカーの主要メンバー（左からヤーコフ・ペテルス、ヨシフ・ウンシュリフト、アブラム・ベレンキー、フェリックス・ジェルジンスキー、ヴャチェスラフ・メンジンスキー）

### チーストカ（粛清）
チェーカーは収容所管理や、教会での分裂工作も行った。1920年末、チェーカーの幹部ラツィスは「チェカーの行動は、反革命が根をおろしてきたソヴィエト生活のすべての分野にまでひろがらなければならない」「チェカーの活動範囲からまぬがれるところはどこにもない」と述べており、チェーカーはソ連全域の全ての生活を監視するとされた。
1921年の党員の点検「チーストカ（粛清）」でチェーカーは、党員の過去情報を提供した。こうした党員の点検は、のちにスターリンによって拡大され、大粛清となり、250万人が逮捕され、そのうち68万余が処刑され、16万余が獄死することとなった。

### GPUへの改組
内戦が終結した1922年2月8日、チェーカーはGPUと改名し、1934年にはNKVDの一部局である国家保安総局となる。その後変遷を経てスターリンの死後、1954年に再び独立してKGBとして存続する。KGBおよび共産圏の秘密警察はチェーカーを模範としており、残虐な尋問・拷問・処刑などの手法が受け継がれた。

## 活動
チェーカーは赤色テロの先鋒となった。チェーカーにより帝政時代の富裕層は「人民の敵」「反革命分子」となり、貴族・地主・聖職者・赤軍にくみしなかった軍人・コサック兵は証拠も無いまま無制限に逮捕され処刑されていった。民間人も粛清の対象となり、中には「外国人に道を教えた」という理由だけでスパイ活動を行ったとされ処刑される者もいた。さらに粛清はエスカレートし、チェーカーのメンバーの処刑まで行われるようになり、内部告発にまで至ることもあった。1921年3月、トルキスタン戦線のチェキストグループは中央委員会宛ての書簡でメンバーの処刑を非難するとともに、処刑の恐怖があるためにメンバーは人間ではなくなってロボットになってしまう、と報告している。
チェーカーの任務は前述した以外に、反革命勢力の地盤としてのロシア民族主義を根絶することにも向けられていたため、構成員は可能な限りロシア人以外の民族（特にポーランド人とユダヤ人）から補充するようにしていた。チェーカーはまた、特殊部隊（スペツナズ）によって補完された。
チェキストには政治的な配慮がなされ、レーニンは常にチェーカーを擁護していた。チェーカーは建前上、あくまで党に所属するものとされていたが、実質的にはレーニン個人の直属であったといっても過言ではない。実際、レーニンがチェーカーに反革命に対する具体的な鎮圧方法や監禁・監視の詳細などを事細かく指示した文書が多数残されている。
モスクワチェーカー
- 委員長 – フェリックス・ジェルジンスキー,副委員長– Yakov Peters（Jēkabs Peterss）

ペトログラード チェーカー
- 委員長– Meinkman, モイセイ・ウリツキー (reiller, Kozlovsky、ヤーン・アンヴェルト等

また、レーニンは夜間逮捕が有効だと述べ、ソ連における未明のドアのノックが機関の古典的な手口となった。ニキータ・フルシチョフは後にスターリン時代に「誰もが、真夜中にドアをノックする音があれば、ドアをノックされた事が致命的になるということはわかっていた。」と語った。

## 拷問
チェーカーは、様々な種類の拷問を行なった。生きたまま皮膚や頭皮を剥がされ、「戴冠」と称して有刺鉄線を頭部に巻きつけたり、突き刺されたり、十字架に磔にされ（共産党は無神論でありキリスト教などの宗教は否定された）、絞首刑にされ、石で殴り殺され、板に縛られ、沸騰したお湯をゆっくりとかけられたり、内側に釘が打ち付けられた樽に入れられ転がされた。冬に裸にさせた囚人に水をかけて氷像にして凍死させたり、頭部がちぎれるまで首をひねって殺されたケースもあった。女性は、処刑される前に拷問されレイプされた。 8歳から13歳までの子供も投獄され、時折処刑された。
キーウに駐屯している中国人のチェーカー分遣隊は、縛られた犠牲者の胴体に鉄管を取り付け、そのなかにネズミを放したうえで火をつけて、逃げようとしたネズミが囚人の体を齧させるような虐待も行なった。ロシア革命と内戦には多くの中国人共産主義者が参加しており、ボルシェビキの護衛を担っただけでなく、チェーカーのメンバーとして任務を果たしたり、赤軍の一個連隊としても編成され
、赤軍には数万人規模の中国軍があったとされる。また、赤軍には極東ロシアの朝鮮族、チェコスロバキア人、クン・ベーラのハンガリー共産党, ラトビア・ライフル兵なども編成された。
1919年夏までに、赤軍は100万人以上で構成され、1920年11月までに180万人規模となった。赤軍の主力はロシア人であったが、1919年時点で、チェーカーの中核構成員はラトビア人であり、 ロシア兵が処刑をいやがった場合にはラトビア人と中国人兵士が処刑を担当した。
こうした拷問や虐待については、何度も共産党機関紙プラウダやイズベスチヤが報じた。
また、チェーカーは公然と誘拐・拉致を行なった。アントーノフらによるタンボフ反乱でも誘拐の手法が用いられた。

## チェキスト
ソ連では、チェーカー勤務者や一般に国家保安機関に勤務する者のことをチェキスト（чекист チキースト・非常委員）と呼んだ。西側諸国においては、チェキストという名称は「反革命の血で汚れた人物」のことを指す侮蔑語として用いられた。また、チェーカーに限らず、チェーカーの系譜に繋がるGPUやKGBの構成員もこう呼ばれた。
ソ連でもチェキストの語が侮蔑語として使われることはあったが、一般的な言葉の意味合いはかなり異なっており、むしろ良いイメージを持つ言葉とされることが多かった。チェキストの呼び名は祖国を保衛する重責を担う人々への尊称とみなされており、チェーカーを設立したレーニンも「よきコミュニストはよきチェキストでもある」という言葉を残している。なおソ連崩壊後のロシアでも、ある情報関係者が自分たちを「チェーカーに属している者」と表現し、その場の少なからぬ関係者の同意を得るという一幕があった。

## 犠牲者
チェーカーによって処刑された被害者数の推計には諸説ある。
最も低い見積もりは、チェーカーを創設したジェルジンスキーの補佐官だったマルティン・ラツィスによるもので、ロシア中央部の20州に限定され、1918年から1920年の間に12,733人というデータがある。しかし、これは非常に少ないと研究者は指摘する。ロシアの歴史家セルゲイ・メリグノフは、こうした被害の過少評価は意図的なものであるとし、ラツィスは1918年の前半で22人が処刑されたというが、実際には884人が処刑されていると指摘する。歴史家・ジャーナリストのウィリアム・ヘンリー・チェンバリンは、内戦終了までの期間に12,733人のみが処刑されたと信じることは不可能であり、被害者は5万人にのぼると推計する。ロシア文学研究者のドナルド・レイフィールドは、確かな資料からは公式発表よりも被害が大幅に大きかったことがいえると述べる。
歴史家のジェームズ・ライアンによれば、1917年から1922年2月までの間のソビエト国家の政策に起因する死亡者数は、最も低い推計で毎年28,000人（合計8万4000人以上）が処刑された（戦場での死を除く）。革命以前のロシア帝国で1866年から1917年までの51年間で処刑された人数が14,000人であり、年あたり275人が処刑されたのと比べると、革命以降は処刑数が約100倍に増えた計算になる。
別の見積もりでは25万人が処刑され、さらに、革命後の6年間で50万人が殺害されたとする推計もある。内戦での戦闘よりも多い人がチェーカーによって処刑されたという指摘もある。
レーニンはこうした処刑に動じることもなく、1920年1月12日には「我々は何千人の射殺もためらわなかった。ためらうことなく、我々は国を救おう」と語っている。1921年5月14日、レーニンが議長を務める政治局は、「死刑に関する[チェーカー]の権利拡大」という動議を可決した。